# Bertoldo di Calabria
Bertoldo di Calabria, o del Monte Carmelo (Solignac, XII secolo – Monte Carmelo, 1195), è stato un santo francese.
Giunto in Palestina come cavaliere crociato, si consacrò poi alla vita religiosa, fu il primo Priore generale dell'Ordine Carmelitano. È venerato come santo dalla Chiesa cattolica.

## Agiografia
Nato nel Limosino da nobile famiglia, studiò all'Università di Parigi dove si laureò in teologia. Partì per la Palestina con l'esercito crociato e difese Antiochia dagli assalti saraceni. Durante quella battaglia fece il voto che, se l'esercito crociato fosse stato liberato dall'assedio, si sarebbe consacrato religioso. Attorno al 1154 si recò sul Monte Carmelo, che già in passato era stato sede di comunità cenobitiche, presso la "fonte di Elia" costruì una cappella dedicata alla Beata Vergine del Monte Carmelo e assieme ad altri dieci compagni condusse vita contemplativa da eremita in celle costruite attorno alla cappella. Essi si chiamarono i "Fratelli di Santa Maria del Monte Carmelo".
Dopo qualche tempo fu nominato patriarca di Antiochia il cugino, Aimerio di Limoges, che andò a visitare il Monte Carmelo e nominò Bertoldo primo Priore generale dell'Ordine Carmelitano.
In seguito Aimerico prese con sé alcuni monaci di Bertoldo per fondare altre due comunità monastiche carmelitane in Palestina.
Lo scrittore ebreo Beniamino di Tudela, nel 1163, riferisce della presenza di una comunità religiosa sul Monte Carmelo, particolarmente devota al profeta Elia e alla Madonna.
Nel 1185 il monaco greco Foca visitò la comunità del Monte Carmelo e scrisse che vi aveva incontrato un monaco latino di nome Bertoldo proveniente dalla Calabria, intendendo per "Calabria", secondo un eufemismo dell'epoca, "Occidente".
Bertoldo fu un priore molto attento a guidare la comunità più con l'esempio che con le parole o le punizioni. Manifestò sempre un culto particolare per la Beata Vergine, della quale invocava sempre l'intercessione per la protezione dei carmelitani.
Infatti era particolarmente preoccupato per il futuro dei cristiani in Terrasanta, sempre in lotta fra di loro e divisi. Un giorno ebbe una visione che gli mostrò alcuni angeli che portavano in cielo sulle loro ali un gran numero di confratelli, che i saraceni avevano ucciso con le loro scimitarre.
Bertoldo morì serenamente verso il 1195, dopo aver guidato per circa quarantacinque anni l'Ordine che aveva fondato.
Alla morte di Bertoldo, fu nominato Priore generale Brocardo al quale, nel 1207, il patriarca di Gerusalemme Alberto diede una Regola ispirata a quella agostiniana.

## Culto
Il Martirologio romano fissa la memoria liturgica il 29 marzo.
Dopo la sua morte gli furono attribuiti parecchi eventi prodigiosi.
Nelle raffigurazioni religiose san Bertoldo viene rappresentato vestito da abate, con un bastone e una barba bianca fluente.